# Jackie Earle Haley
Jackie Earle Haley (nacido como Jack Earle Haley; Northridge, California, 14 de julio de 1961) es un actor de cine estadounidense. Comenzó como actor infantil y fue nominado al premio Óscar siendo adulto. Es conocido por sus papeles como Moocher en El relevo, Kelly Leak en la trilogía Los picarones, el pedófilo Ronnie McGorvey en Juegos secretos, el antihéroe Rorschach en Watchmen y el icono del terror Freddy Krueger en la versión de 2010 de A Nightmare on Elm Street. Además, interpretó a Guerrero en la serie dramática de Fox Human Target.

## Filmografía

### Televisión
| Año       | Título                          | Personaje                          |
| --------- | ------------------------------- | ---------------------------------- |
| 1972      | Wait Till Your Father Gets Home | Jamie Boyle (rol de voz)           |
| 1974-1976 | Valley of the Dinosaurs         | Gregory 'Greg' Butler (rol de voz) |
| 1975      | El planeta de los simios        | Kraik                              |
| 2010-2011 | Human Target                    | Guerrero                           |
| 2016-2019 | Preacher                        | Odin Quincannon                    |
| 2016      | The Tick                        | El Terror                          |
| 2018      | Narcos: Mexico                  | Jim Ferguson                       |

### Cine
| Año  | Título                                  | Personaje                  |
| ---- | --------------------------------------- | -------------------------- |
| 1972 | The Outside Man                         | Eric                       |
| 1975 | The Day of the Locust                   | Adore Loomis               |
| 1976 | The Bad News Bears                      | Kelly Leak                 |
| 1977 | The Bad News Bears in Breaking Training | Kelly Leak                 |
| 1977 | Damnation Alley                         | Bill                       |
| 1978 | The Bad News Bears Go to Japan          | Kelly Leak                 |
| 1980 | Breaking Away                           | Moocher                    |
| 1983 | Losin' It                               | Dave                       |
| 1985 | The Zoo Gang                            | Little Joe                 |
| 1991 | Dollman                                 | Braxton Red                |
| 1993 | Nemesis                                 | Einstein                   |
| 2006 | All the King's Men                      | Roderick 'Sugar Boy' Ellis |
| 2006 | Little Children                         | Ronald James McGorvey      |
| 2008 | Semi-Pro                                | Dukes                      |
| 2009 | Winged Creatures                        | Bob Jasperson              |
| 2009 | Watchmen                                | Rorschach                  |
| 2010 | Shutter Island                          | George Noyce               |
| 2010 | A Nightmare on Elm Street               | Freddy Krueger             |
| 2011 | Bolden!                                 | Juez Perry                 |
| 2012 | Sombras tenebrosas                      | Willie Loomis              |
| 2012 | Lincoln                                 | Alexander H. Stephens      |
| 2013 | Parkland                                | Padre Oscar Huber          |
| 2014 | RoboCop                                 | Rick Mattox                |
| 2015 | Criminal Activities                     | Gerry                      |
| 2015 | London Has Fallen                       | Jefe Mason                 |
| 2017 | La Torre Oscura                         | Sayre                      |
| 2018 | Alita: Battle Angel                     | Grewishka                  |
| 2023 | Hypnotic                                | Jeremiah                   |
| 2023 | The Retirement Plan                     | Donnie                     |

## Premios y nominaciones
Premios Óscar
| Año  | Categoría              | Película        | Resultado |
| ---- | ---------------------- | --------------- | --------- |
| 2007 | Mejor actor de reparto | Little Children | Nominado  |

Premios del Sindicato de Actores
| Año  | Categoría              | Película        | Resultado |
| ---- | ---------------------- | --------------- | --------- |
| 2006 | Mejor actor de reparto | Little Children | Nominado  |